# オリック・ヘリントン&サトクリフ
オリック・ヘリントン&サトクリフLLP（Orrick, Herrington & Sutcliffe LLP）は、アメリカ合衆国を中心とする法律事務所。1863年にサンフランシスコにおいてジャーボー・ハリソン&グッドフェロー（Jarboe, Harrison & Goodfellow）として設立。1100人以上の法律家が所属し、世界中に25のオフィスがある。会長兼CEOはラルフ・バクスター。1997年に東京オフィス（オリック・ヘリントン・アンド・サトクリフ外国法事務弁護士事務所とオリック東京法律事務所との特定共同事業（現在は外国法共同事業））を開設している。